# Domenico Orlandini
Don Domenico Orlandini nome di battaglia "Carlo" (1913 – Pianzano di Carpineti, 18 ottobre 1977) è stato un presbitero, partigiano e antifascista italiano.

## Biografia
Cappellano militare nell'8º Reggimento alpini, nel 1941 è parroco a Poiano frazione di Villa Minozzo amico di don Pasquino Borghi, antifascista viene proposto per il confino ma riesce ad evitarlo con la caduta del fascismo il 25 luglio. Dopo l'8 settembre si schiera apertamente con il movimento resistenziale.
Il Codice di diritto canonico vieta ai sacerdoti la partecipazione a movimenti armati, questo lo mette in difficoltà con l'allora vescovo della diocesi di Reggio Emilia, Eduardo Brettoni.
Prende il nome di battaglia "Carlo", il vescovo pubblicamente lo difende dalla Guardia Nazionale Repubblicana ma in privato lo critica in quanto il suo comportamento è contrario ai sacri canoni esortandolo a far il prete e solo il prete.
Non ritrovandosi con l'ideologia e i metodi delle Brigate Garibaldi, anche su spinta dei suoi uomini tra i quali Giorgio Morelli che si fidano solo di lui, il 15 settembre 1944 fonda la brigata partigiana Fiamme verdi, comunque unita alle brigate Garibaldi dal punto di vista militare attraverso il comando unico di zona. All'interno del comando ci sono attriti ma nonostante questa situazione di difficoltà il comando resta unito fino alla liberazione.
Saranno quattro partigiani delle fiamme verdi di don Carlo a issare il tricolore il 24 aprile 1945 al balcone del Municipio di Reggio Emilia.
Il 18 ottobre 1977 muore a Pianzano di Carpineti.
Nelle azioni militari della sua brigata don Carlo si preoccupò sempre di evitare quelle che comportassero rappresaglie sulle popolazioni civili.
E si distinse anche per il rispetto dei prigionieri di guerra catturati, sia repubblichini che tedeschi; presso la sua brigata i prigionieri non subirono mai fucilazione, percosse o maltrattamenti.
Ma il grande merito di "Don Carlo" e delle sue Fiamme Verdi fu quello di restituire, nella cerimonia ufficiale del 3 maggio 1945 in Piazza della Vittoria, le armi usate durante la guerra armata della Resistenza.
Delle armi, infatti, non doveva più esserci alcuna necessità.
Purtroppo non fu così per tutti e le armi continuarono ad essere usate sino a tutta la metà del successivo anno 1946.»

## Onorificenze
Decorato della "Victory Cross" per il salvataggio di oltre 3000 prigionieri anglo-americani, sulla linea gotica.